# Gonomyia ophion
Gonomyia ophion är en tvåvingeart som beskrevs av Alexander 1948. Gonomyia ophion ingår i släktet Gonomyia och familjen småharkrankar. Inga underarter finns listade i Catalogue of Life.